# Теслер, Ларри
Ло́ренс Го́рдон Те́слер (англ. Lawrence Gordon Tesler; 24 апреля 1945 — 16 февраля 2020) — американский информатик, работавший в области взаимодействия человека и компьютера. Он фактически ввёл в оборот комбинацию клавиш Ctrl+C, Ctrl+V. Теслер работал в компаниях Xerox PARC, Apple Computer, Amazon.com и Yahoo!. Изучал информатику в Стэнфордском университете в 1960 году. Некоторое время работал в лаборатории искусственного интеллекта Стэнфордского университета. Совместно с Горацием Энья (Horace Enea; 1941—2009) он вёл разработку языка программирования. Этот функциональный язык программирования был предназначен для параллельной обработки и использовался для обучения новичков программированию.
Родился в Бронксе в семье потомков еврейских иммигрантов из России Исидора Теслера (1914—1976) и Мюриэл Кречман (1917—2010); отец был врачом-анестезиологом.
С 1973 по 1980 год он работал в Xerox PARC, где разрабатывал текстовый процессор Gypsy и язык Smalltalk. «Скопировать и вставить» впервые была реализована в 1973—1976 во время работы над языком программирования Smalltalk-76 в Xerox Palo Alto Research Center.
В 1986 году Теслер разработал Object Pascal под консультацией Никлауса Вирта.

Американский программист Ларри Теслер умер 16 февраля в возрасте 74 лет, сообщила компания Xerox. Его смерть породила в Facebook интернет-мем, посвященный его вкладу Ctrl+C, Ctrl+V — пост и комментарии содержали только одно предложение «Ларри Теслер, создатель комбинации клавиш Ctrl+C, Ctrl+V, умер в 74 года».
За частое использование комбинации в учебных целях Ларри Теслера называют «спасателем» студентов.